# ساموئل ایروینگ نیوهاوس
ساموئل ایروینگ نیوهاوس (انگلیسی: Samuel Irving Newhouse Jr.; ۸ نوامبر ۱۹۲۷ – ۱ اکتبر ۲۰۱۷) سرمایه‌دار، کارآفرین و ناشر اهل ایالات متحده آمریکا بود.